# Åsne Seierstad
Åsne Seierstad (Oslo, 10 febbraio 1970) è una giornalista e scrittrice norvegese.

## Biografia
Ha studiato all'Università di Oslo, completando con successo i suoi studi di russo, spagnolo e Storia della filosofia. Ha lavorato come corrispondente per Arbeiderbladet dalla Russia (1993-1996) e dalla Cina (1997).
Dal 1998 al 2000 ha lavorato per la televisione pubblica norvegese NRK come corrispondente dalla Serbia, raccontando la guerra in Kosovo. I suoi reportage vennero poi pubblicati nel libro With Their Backs To The World: Portraits from Serbia (poi ampliato e ripubblicato come Portraits of Serbia nel 2004).
Nel 2001 fu inviata negli Stati Uniti dopo gli attentati dell'11 settembre 2001 ed ha seguito sul campo la conquista di Kabul da parte dell'Alleanza del Nord dopo la caduta del Governo talebano. Successivamente, ha pubblicato il suo secondo libro, The Bookseller of Kabul, il racconto della sua esperienza presso una famiglia di Kabul nell'Afghanistan post-talebano.
È stata anche inviata dall'Iraq e dalla Cecenia, argomento di altri due libri: One Hundred and One Days: A Baghdad Journal, un resoconto dei tre mesi di corrispondenza durante la ricostruzione dell'Iraq; Angel of Grozny: Inside Chechnya, un resoconto dell'esperienza in Cecenia, ai margini della Seconda guerra cecena.
Nel 2016 ha pubblicato il libro Uno di noi - La storia di Anders Breivik, relativi ad Anders Breivik e agli eventi degli attentati del 22 luglio 2011 in Norvegia.
Attualmente, vive e lavora ad Oslo.

## Opere
- Il libraio di Kabul, traduzione di G. Paterniti, Milano, Sonzogno, 2003, ISBN 978-88-454-2405-2.
- Diario da Baghdad. 101 giorni tra paura e tristezza, traduzione di G. Paterniti, Milano, Sonzogno, 2004, ISBN 978-88-454-1132-8.
- Il bambino dal cuore di lupo. Storie dall'inferno della Cecenia in guerra, traduzione di A. Airoldi, C. Falcinella, M. Podestà, Milano, Rizzoli, 2008, ISBN 978-88-17-02192-0.
- Uno di noi. La storia di Anders Breivik, Collana Saggi stranieri, Milano, Rizzoli, 2016, ISBN 978-88-17-08791-9.